# Atlas do Canadá
O Atlas do Canadá é um atlas disponível na Internet publicado pelo Ministério dos Recursos Naturais do Canadá que contem informações sobre cada cidade, vila, aldeia, e logar no Canadá. Era originalmente um atlas de impressão, com a sua primeira edição a ser publicada em 1906 pelo geógrafo James White e uma equipe de vinte cartógrafos.
Similar ao Statistics Canada, o site, do Recursos Naturais do Canadá, é um local que oferece uma ampla gama de livre cópia e descarga da Internet, capazes de obter dados através do site da Geo vinculado. 
O Atlas do Canadá tem sido desde 1906 uma importante fonte a disponibilizar gratuitamente mapas do ambiente natural, à comum das pessoas sobre a economia e a história, mas também sobre as mudanças climáticas, água doce e mesmo a saúde, bem como acessos a locais de referência, como arquivos e mapas topográficos. 
Também está disponível através deste atlas do site um guia de recursos, que fornece informação interativa e não-interativa de planos de aula para classes de nível variado com inicio no 6º ano e até ao 12º ano, fora qualquer outro uso necessário. 
Na cartografia muitos estudiosos estão interessados como a informação ou determinado fenómeno do mundo real pode ser melhor representado num mapa . A palavra chave é “re-presente”, desde mapas de dar vida a uma situação que já ocorreu no passado para o presente. 
O Atlas do Canadá está em conformidade com uma cartografia voltada para a educação escolar fundamental e de médio curso, de forma que os estudantes desenvolvam as suas habilidades cognitivas de representação. Embora existam alguns aspectos do site que podem ser limados. Estes são na sua maioria do pequeno pormenor, mas algumas vezes as mais pequenas alterações fazem os maiores impactos e parte do crescimento e desenvolvimento de uma ferramenta de educação melhor funcionamento requer melhorias.
O Atlas do Canadá é amplamente promovidos como uma ferramenta de aprendizagem para os alunos a se ternem mais conhecedores em GIS, mesmos com cores mais pobres utilizadas em mapas temáticos poderia influenciar as práticas de ensino..
Este atlas pode ser usado em muitos aspectos da mesma forma como o Google Earth ou Mapquest. Muito dos dados geoespaciais também estão disponíveis gratuitamente para cópia não-comercial e reutilização, a partir do sitio de Atlas do Canadá ou de GeoGratis, encontra-se informação utilizada para desenvolver o Atlas do Canadá propriamente dito e que também é usada em conjugação com o Atlas dos EUA e do México, informação suficiente para produzir colaborativos à escala continental e  ferramentas tais como o Atlas Ambiental dos Estados Unidos da América.
Além disso, contém informação estatística e histórica a respeito:
- Áreas batimétricos
- Litoral e Litoral
- Glaciares
- Áreas de terra e de água doce
- Lista de lagos do Canadá
- Lista de montanhas do Canadá
- Lista dos parques nacionais do Canadá
- Parques e Meio Ambiente
- Lista de rios do Canadá
- Terras costeiras
- Cascatas
- Tempo atmosférico